# Йоганнес Дале
Йоганнес Дале-Шевдал (норв. Johannes Dale-Skjevdal) — норвезький біатлоніст, призер чемпіонату світу.
Срібну медаль виборов на чемпіонаті світу 2020 року в складі естафетної команди.

## Результати
Джерелом усіх результатів є Міжнародний союз біатлоністів.

### Чемпіонати світу
2 медалі (срібна й бронзова)
| Чемпіонат                 | Індивідуальна гонка | Спринт | Переслідування | Мас-старт | Естафета | Змішана естафета | Одиночна змішана естафета |
| ------------------------- | ------------------- | ------ | -------------- | --------- | -------- | ---------------- | ------------------------- |
| Антгольц-Антерсельва 2020 | 9                   | 23     | 17             | 8         | Срібло   | –                | –                         |